# 刘炳银
刘炳银（1941年3月29日—2001年9月15日），河北武安人，是中华人民共和国企业家，中国共产党党员，第八届、第九届全国人大代表。1981年调到新飞电器的前身——新乡市无线电设备厂主管生产，1983年任厂长，此后一直担任新飞电器董事长、总裁直至逝世。
刘炳银在任期间，曾创造当时中国家电行业的奇迹。新飞电器销售收入、利税、全员劳动生产率、人均创利税四项指标在1988年均处领先位置；新飞冰箱在1996年-2005年间，一直位居中国冰箱品牌前三强。而他被人称作为“新飞灵魂领袖”，也是中国第一代企业家中的典型代表。

## 生平
1941年3月29日生于河北武安，1945年从小学四年级辍学，1955年在河南新乡富民铁工厂当工人，1981年，调到新飞电器的前身——新乡市无线电设备厂主管生产，1983年任厂长（1984年12月8日新乡市无线电设备厂更名为新乡电冰箱总厂，后经过改制，先后担任新飞电器集团董事长兼总经理、新飞电器董事长兼总经理）。1984年至1987年在中共河南省省委党校经济管理系就读，此后在美国圣玛利大学就读本科。
1990年5月20日，刘炳银效仿当年海尔的做法，将400多台（一说1400多台）不合格冰箱当众砸毁，随后他决定免去20多名抓质量不力的中层干部，以加强品质管理。1995年，刘炳银投资4.2亿元人民币，建成中国第一条年产60万台的大规模无氟冰箱生产线。建成后，大批新飞无氟冰箱进入市场销售，掀起了“绿色革命”的浪潮，而新飞也以关注环保的形象深入人心。
1996年9月16日，刘炳银作为中国企业界的唯一代表，登上“中国首届保护臭氧层大会”发表演讲。1999年11月28日，刘炳银作为“中国政府观察员”出席联合国蒙特利尔议定书十一次缔约方大会。
刘炳银在新飞任董事长期间，管理方式相对“亲民”，采用高度集权、宝塔式的垂直管理模式，还出现了王跃和、王建华的“二王”组合，两人都是跟随刘炳银一起创业的人物，分别负责生产和销售，在员工中颇有威望。此外，他还提出了“新飞有两个上帝，一个是顾客，一个是员工。新飞就是员工的家”的概念。
2001年9月15日，因患胃癌在广州南方医院去世，享年60岁。其追悼会于9月19日举行。